# Stara Odra we Wrocławiu
Stara Odra, to jedna z odnóg rzeki Odra we Wrocławiu, ukształtowana w wyniku prowadzanych we wrocławskim węźle wodnym inwestycji hydrotechnicznych. Stara Odra jest elementem drogi wodnej Wrocławski Szlak Miejski (Szlak żeglugowy śródmiejski, Droga Wielkiej Żeglugi). Początek tej odnogi zlokalizowany jest w 250,1 km biegu rzeki.

## Historia

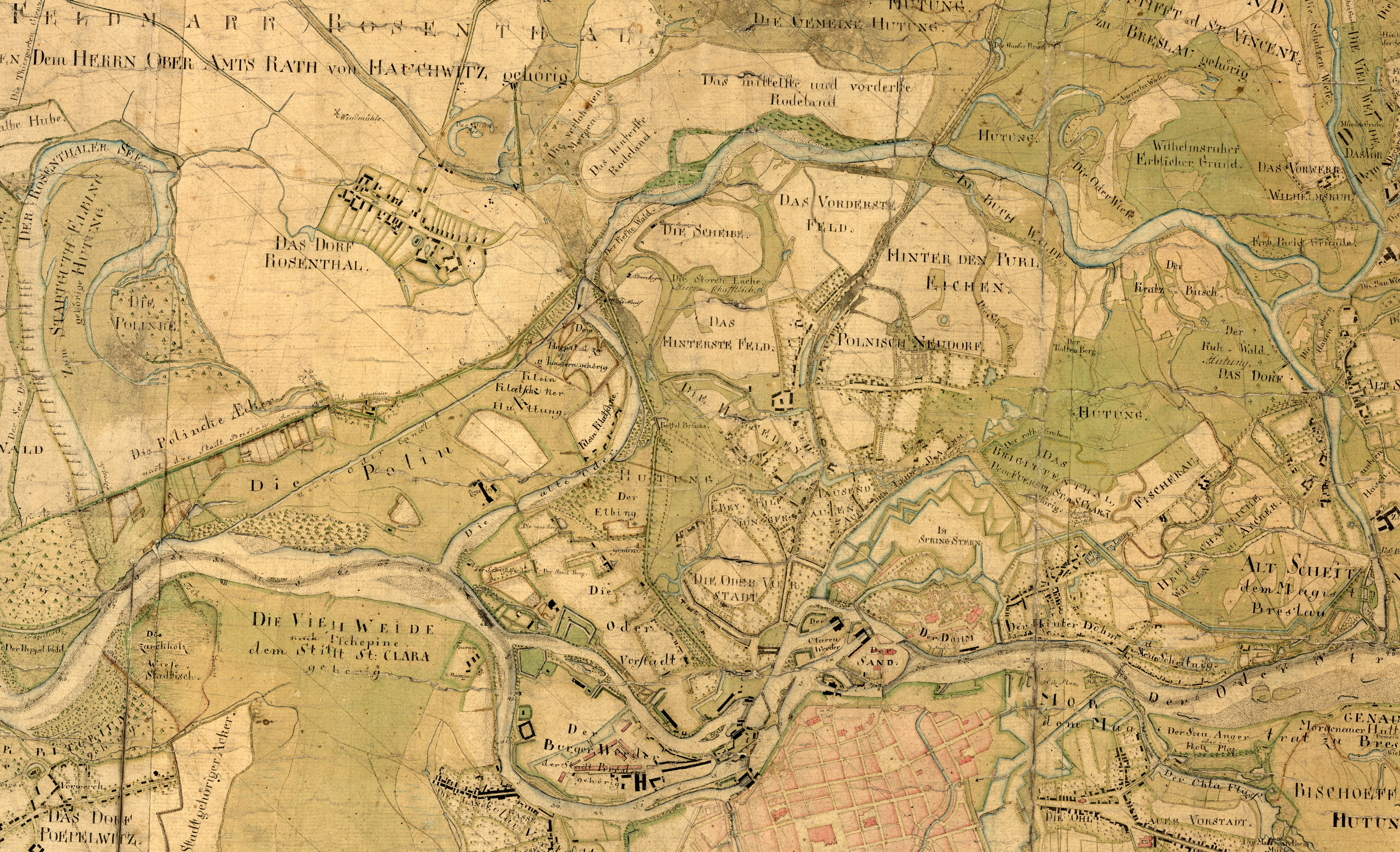
Fragment mapy Wrocławia i najbliższych okolic z 1794 roku;
Stara Odra (Die alte Oder) na północ od miastapółnoc. Widoczny też Der neuer Canal w miejscu, gdzie wytyczono nowy bieg rzeki.

Obecny kształt tego kanału jest zasadniczo wynikiem XVIII-wiecznej regulacji i późniejszych dwóch wielkich inwestycji hydrotechnicznych prowadzonych we Wrocławiu pod koniec XIX w. i na początku wieku XX w ramach przebudowy drogi wodnej na rzece Odra prowadzącej do i przez miasto, oraz budowy i modernizacji systemu zabezpieczenia przeciwpowodziowego miasta.
Wielka powódź, która w 1736 dokonała ogromnych zniszczeń w mieście i jego okolicach, dała początek myśli uregulowania rzeki Odry i zabezpieczenia przyległych do niej terenów przed powodzią. W tym celu utworzono w 1746 roku Inspektorat Budownictwa Wodnego i Nadrzecznego we Wrocławiu, którego obowiązki przejął następnie powołany w 1783 Zarząd Regulacji Rzeki Odry. W ich gestii leżało przekształcenie Odry w wielką arterię transportową oraz zabezpieczenie miejscowości nadrzecznych i użytków rolnych przed skutkami powodzi. Planowano prace nad uregulowaniem biegu rzeki, które miały polegać na wyprostowaniu jej biegu i wzmocnieniu brzegów. Projektowane prace inżynierskie wiązały się ze zmianami hydrologicznymi, a jednocześnie własnościowymi zarówno w samym mieście, jak i jego okolicach.
Regulację przeprowadzono w latach 1792–1794. W wyniku tych prac osady Kletschkau (Kleczków i Rosenthal (Różanka) wraz z Polinke (Polanka), które wszystkie dotąd leżały na prawym brzegu Starej Odry, zostały rozdzielone: Różanka z Polanką są nadal na prawym brzegu, a Kleczków znalazł się na lewym.

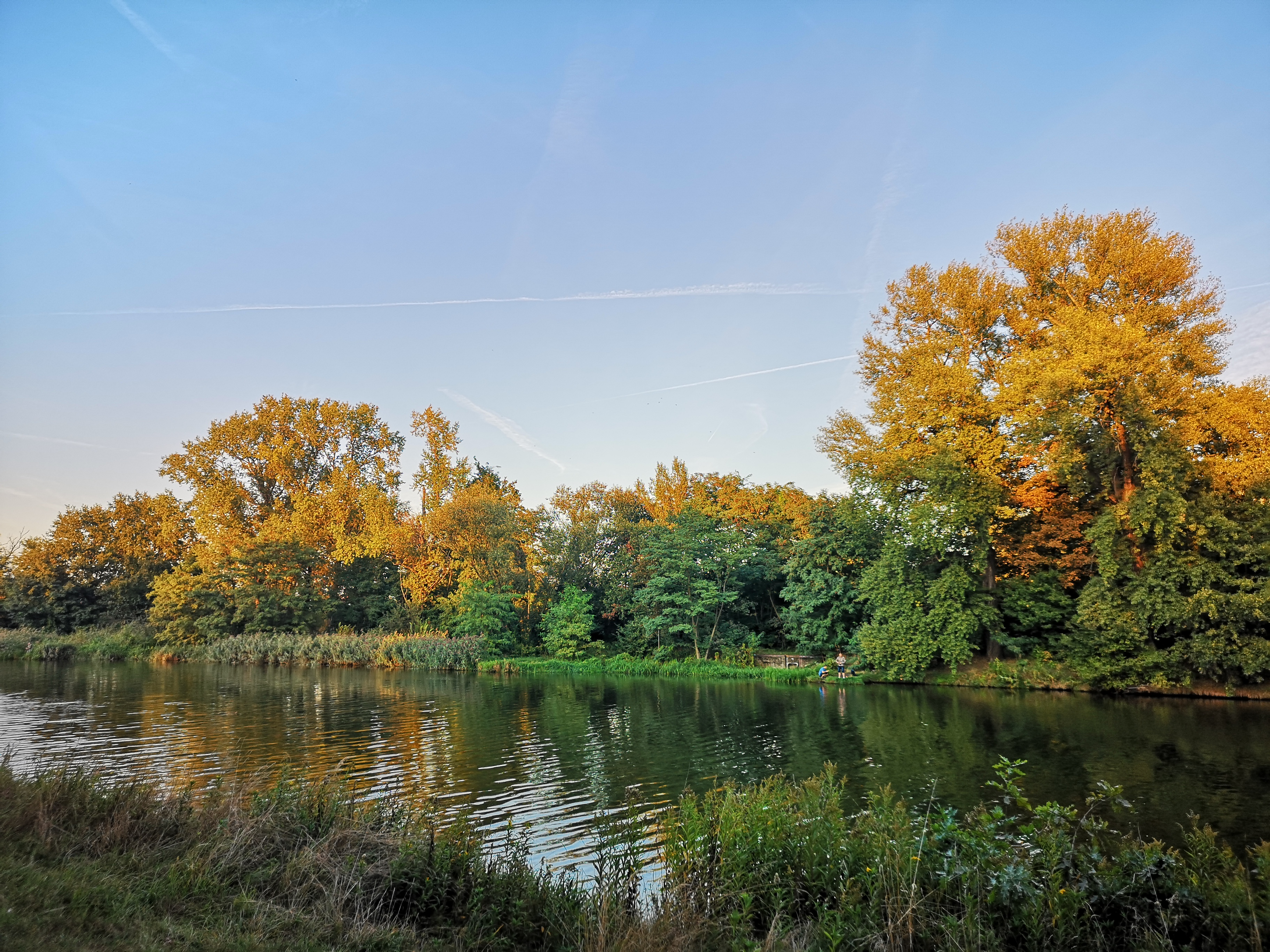
Stara Odra na północ od mostu Szczytnickiego.

Inwestycja przeprowadzona w latach 1892–1897 to budowa nowego szlaku żeglugowego, głównie pod kątem możliwości przewozu drogą wodną materiałów masowych, szczególności węgla z Górnego Śląska. W tym celu, częściowo istniejącym wcześniej korytem, służącym do odprowadzenia wód wezbraniowych i powodziowych, a częściowo nowym Kanałem Miejskim przeprowadzono nową drogę wodną. W tym czasie na korycie Starej Odry wybudowano dwa jazy piętrzące wodę: Jaz Szczytniki w początkowym biegu kanału, tj. 0,10 km jego biegu, piętrzący wodę na potrzeby Śluzy Szczytniki, położonej w nowym przekopie wykonanym dla potrzeb żeglugi, oraz Jaz Psie Pole, w 2,90 km biegu tej odnogi Odry, piętrzący wodę na potrzeby Śluzy Miejskiej, położonej na Kanale Miejskim. Drugą wielką inwestycją w tym zakresie była budowa w latach 1913–1917, nowych kanałów: Kanału Powodziowego, Kanału Żeglugowego i Kanału Różanka. W wyniku tej przebudowy w korycie Starej Odry powstał Jaz Różanka, dla potrzeb Śluzy Różanka, położonej na nowo wybudowanym Kanale Różanka.

## Przebieg
Przebieg Starej Odry jest następujący:
- początek – Górna Odra Wrocławska
- na lewym brzegu – połączenie z Przekopem Szczytnickim (ze Śluzą Szczytniki)
- na lewym brzegu – odejście Kanału Miejskiego (ze Śluzą Miejską)
- na prawym brzegu – połączenie z Kanałem Powodziowym
- na prawym brzegu – połączenie z Kanałem Żeglugowym
- na prawym brzegu – odejście Kanału Różanka (ze Śluzą Różanka)
- na lewym brzegu – połączenie z Kanałem Miejskim[f]
- na prawym brzegu – połączenie z Kanałem Różanka
- na lewym brzegu – połączenie z Dolną Odrą
- koniec – Dolna Odra Wrocławska.

Przez Starą Odrę przerzucone są następujące przeprawy mostowe:
- Most Zwierzyniecki (drogowy), 1,0 km,
- Most Szczytnicki (drogowy), 1,7 km,
- Mosty Warszawskie (drogowy), 3,8 km,
- Kolejowy Most Warszawski (kolejowy)[h], 4,1 km,
- Mosty Trzebnickie (drogowy), 5,4 km,
- Mosty Osobowickie (drogowy), 6,0 km.

Stara Odra od Kanału Miejskiego rozdzielona jest dużą groblą. Na jej koronie biegnie Ulica Pasterska. Pomiędzy Mostami Trzebnickimi a Mostami Osobowickimi, na szerokiej terasie od strony Starej Odry, położone jest Kąpielisko Różanka. Na groblę oddzielającą Starą Odrę od Kanału Różanka nie ma ogólnodostępnego dojścia.

## Zobacz też

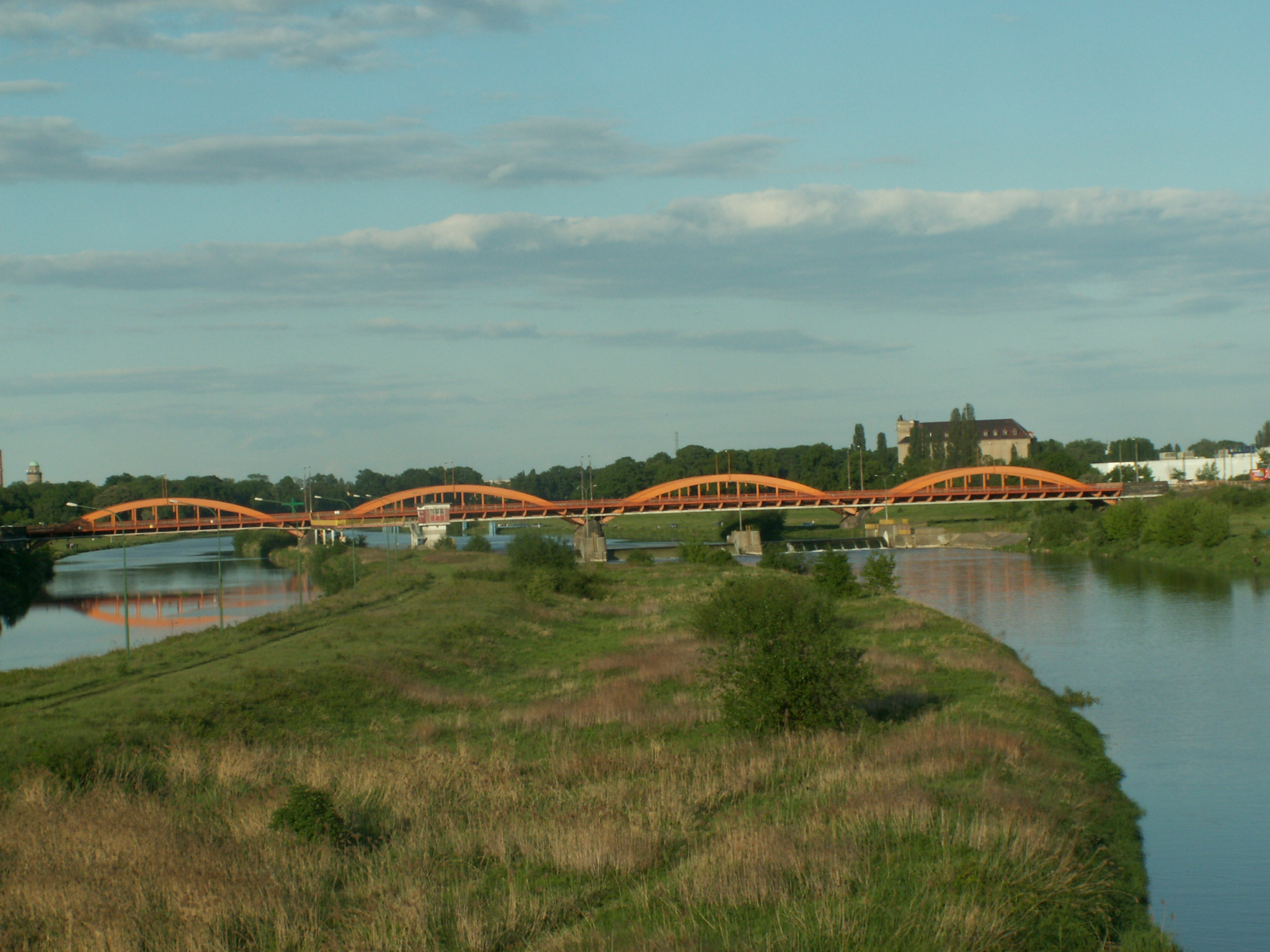
Mosty Trzebnickie, po prawej Stara Odra i Jaz Różanka, po lewej Kanał Różanka